# Clemar Bucci

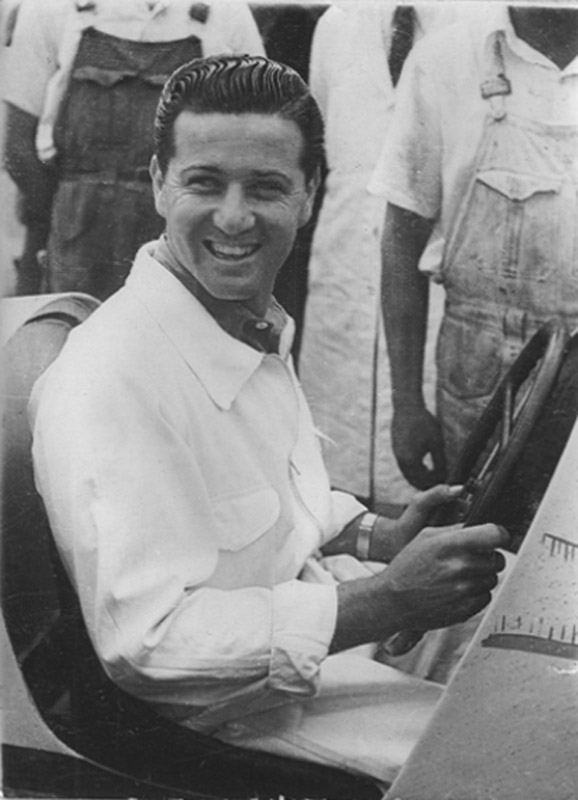
Clemar Bucci

Clemar Bucci (Zenón Pereyra, 4 september 1920 - 12 januari 2011) was een Formule 1-coureur uit Argentinië. Hij reed 5 Grands Prix in 1954 en 1955 voor de teams Gordini en Maserati, maar kwam bij geen van allen aan de finish.